# Harís
Harees , jareesh, o jarisa (en árabe: هريس‎), es un plato árabe de trigo hervido, agrietado o tostado, mezclado con carne, generalmente de pollo. Su consistencia varía entre una papilla y una bola de masa. El harees es un plato popular conocido en los países árabes del Golfo Pérsico, especialmente en el mes de Ramadán.

## Etimología
Harees (árabe: هريس) deriva del verbo (árabe: هرس, translit. Harasa) que significa aplastar o moler.

## Historia
El harees está documentado en el libro de cocina del siglo X de Ibn Sayyar al-Warraq, Kitab Al Tabikh, así como en el libro de cocina del siglo XIII de Kitab Al Tabikh y el libro de cocina andaluza de ibn Razin al-Tujibi del siglo XIII Kitab Fadalat al- khiwan fi tayyibat al-ta'am w'al-alwan.
Harees es también el origen del haleem, una plato que según la tradición musulmana, había sido disfrutado por el profeta islámico Mahoma.

## Preparación
El trigo se remoja durante toda la noche. Luego se hierve a fuego lento junto con la carne y la manteca o la grasa de una cola de oveja. Cualquier líquido restante se filtra y la mezcla se bate y se sazona. Los harees pueden ser guarnecidos con canela, azúcar y mantequilla clarificada.

## Variantes
Existe una manera tradicional diferente de preparar harees en cada uno de los países árabes en el área del Golfo Pérsico, y entre las tribus de estos países. Pero hay algunas diferencias muy simple que es opcional en algunos países. Por ejemplo, en Arabia Saudita, se agregan vainas de cardamomo. También se decora con perejil.
Los harees solo eran hecho por los ricos durante el Ramadán y el Eid al-Fitr, durante la duración de una boda de tres a siete días. Sin embargo, era costumbre que los platos de harees se compartieran con los vecinos más pobres en tales ocasiones.

### Cocina árabe
El harees es un plato popular en la cocina árabe, desde el Levante hasta el Golfo Pérsico. A menudo se sirve durante el Ramadán, festivales como Eid ul-Fitr y en bodas. En las aldeas libanesas, a menudo se cocina en ocasiones religiosas en una olla comunitaria. Anteriormente solo se encontraba en los hogares, ahora también se sirve en los restaurantes.

### Cocina armenia
El arizah (en armenio: հարիսա), se sirve tradicionalmente en el día de Pascua, y se considera uno de los platos nacionales de Armenia, junto al kibbeh.

### Cocina cachemir
El harees (llamado hareesa en esta región) es una parte esencial de la cocina de Cachemira. El harees es un plato típico de invierno de Cachemira hecho de cordero y harina de arroz y se come con un pan de Cachemira llamado girda. Los inmigrantes de Cachemira también hicieron que este plato fuera popular en el Punjab. El hareesa es uno de los platos únicos que también se comen en la parte paquistaní de Punjab.

### Cocina india
El Harees es un plato popular entre los mappila de Kerala, llamados hareesa o areesa. También se lo conoce como haleem. La ciudad de Hyderabad es famosa por sus hyderabadi haleem.